# Hill (New Hampshire)
Hill – miasto w Stanach Zjednoczonych, w stanie New Hampshire, w hrabstwie Merrimack.